# Tenuipalpus trisetosus
Tenuipalpus trisetosus är en spindeldjursart som beskrevs av Baker och James P. Tuttle 1964. Tenuipalpus trisetosus ingår i släktet Tenuipalpus och familjen Tenuipalpidae. Inga underarter finns listade i Catalogue of Life.